# Campionati del mondo di atletica leggera 2011 - 200 metri piani femminili
I 200 metri piani femminili ai campionati del mondo di atletica leggera 2011 si sono tenuti il 1º e 2 settembre 2011.

## Risultati
| KEY: | q | Qualificati per tempo | Q | Qualificati | NR | Record Nazionale | PB | Personal best | SB | Seasonal best |

### Batterie
Le prime 4 di ogni batteria e i quattro migliori tempi vanno in semifinale.
Vento:
#1: -0.1 m/s, #2: -0.5 m/s, #3: -0.3 m/s, #4: +0.3 m/s, #5: -0.2 m/s
| Pos | Batt. | Nome                         | Nazione | Tempo | Note  |
| --- | ----- | ---------------------------- | ------- | ----- | ----- |
| 1   | 5     | Veronica Campbell-Brown      |         | 22.46 | Q     |
| 2   | 5     | Ivet Lalova                  |         | 22.62 | Q, SB |
| 3   | 2     | Carmelita Jeter              |         | 22.68 | Q     |
| 4   | 3     | Dafne Schippers              |         | 22.69 | Q, NR |
| 4   | 4     | Shalonda Solomon             |         | 22.69 | Q     |
| 6   | 1     | Myriam Soumaré               |         | 22.71 | Q, SB |
| 6   | 3     | Allyson Felix                |         | 22.71 | Q     |
| 8   | 4     | Mariya Ryemyen               |         | 22.77 | Q     |
| 9   | 1     | Kerron Stewart               |         | 22.83 | Q     |
| 10  | 5     | Debbie Ferguson-McKenzie     |         | 22.86 | Q     |
| 11  | 1     | Yuliya Gushchina             |         | 22.88 | Q, SB |
| 12  | 4     | Kai Selvon                   |         | 22.89 | Q, PB |
| 13  | 5     | Hrystyna Stuy                |         | 22.92 | Q, PB |
| 14  | 5     | Anyika Onuora                |         | 22.93 | q, PB |
| 15  | 2     | Sherone Simpson              |         | 22.94 | Q     |
| 16  | 3     | Ana Cláudia Lemos Silva      |         | 22.96 | Q     |
| 17  | 1     | Nivea Smith                  |         | 23.09 | Q     |
| 17  | 2     | Elizabeta Savlinis           |         | 23.09 | Q     |
| 19  | 3     | Janelle Redhead              |         | 23.11 | Q     |
| 20  | 3     | Allison Peter                |         | 23.17 | q     |
| 21  | 4     | Anthonique Strachan          |         | 23.20 | Q     |
| 22  | 4     | Nelkis Casabona              |         | 23.21 | q     |
| 23  | 1     | Chisato Fukushima            |         | 23.25 | q     |
| 24  | 5     | Moa Hjelmer                  |         | 23.31 |       |
| 25  | 4     | Anna Kiełbasińska            |         | 23.34 |       |
| 26  | 3     | Endurance Abinuwa            |         | 23.53 |       |
| 27  | 1     | Jeneba Tarmoh                |         | 23.60 |       |
| 28  | 2     | Yelizaveta Bryzhina          |         | 23.70 | Q     |
| 28  | 2     | Vanda Gomes                  |         | 23.70 |       |
| 30  | 4     | Kimberly Hyacinthe           |         | 23.83 |       |
| 31  | 2     | Viktoriya Zyabkina           |         | 24.09 |       |
| 32  | 3     | Phumlile Ndzinisa            |         | 24.15 | NR    |
| 33  | 5     | Maryam Tousi                 |         | 24.17 |       |
| 34  | 4     | Hinikissia Albertine Ndikert |         | 24.81 | PB    |
| 35  | 2     | Mary Jane Vincent            |         | 25.20 | SB    |
| 36  | 5     | Fanny Shonobi                |         | 25.55 | SB    |
| 37  | 1     | Chan Seyha                   |         | 26.34 | PB    |
| 38  | 3     | Afa Ismail                   |         | 26.48 |       |
|     | 1     | Ramona van der Vloot         |         | DNS   |       |
|     | 2     | Blessing Okagbare            |         | DNS   |       |

### Semifinali
In finale le prime 2 di ogni batteria e i 2 migliori tempi.
Vento:
#1: -0.7 m/s, #2: -0.1 m/s, #3: -1.8 m/s
| Pos | Sem. | Nome                     | Nazione            | Tempo | Note  |
| --- | ---- | ------------------------ | ------------------ | ----- | ----- |
| 1   | 2    | Shalonda Solomon         | Template:FlagATHCH | 22.46 | Q     |
| 2   | 1    | Carmelita Jeter          | Template:FlagATHCH | 22.47 | Q     |
| 3   | 3    | Veronica Campbell-Brown  | Template:FlagATHCH | 22.53 | Q     |
| 4   | 3    | Allyson Felix            | Template:FlagATHCH | 22.67 | Q     |
| 5   | 2    | Kerron Stewart           | Template:FlagATHCH | 22.77 | Q     |
| 6   | 2    | Hrystyna Stuy            | Template:FlagATHCH | 22.79 | q, PB |
| 7   | 2    | Debbie Ferguson-McKenzie | Template:FlagATHCH | 22.85 | q     |
| 8   | 1    | Sherone Simpson          | Template:FlagATHCH | 22.88 | Q     |
| 9   | 2    | Dafne Schippers          | Template:FlagATHCH | 22.92 |       |
| 10  | 1    | Mariya Ryemyen           | Template:FlagATHCH | 22.94 |       |
| 11  | 1    | Ana Cláudia Lemos Silva  | Template:FlagATHCH | 22.97 |       |
| 12  | 1    | Myriam Soumaré           | Template:FlagATHCH | 23.02 |       |
| 13  | 3    | Ivet Lalova              | Template:FlagATHCH | 23.03 |       |
| 14  | 2    | Elizabeta Savlinis       | Template:FlagATHCH | 23.04 |       |
| 15  | 1    | Nivea Smith              | Template:FlagATHCH | 23.06 |       |
| 16  | 2    | Anyika Onuora            | Template:FlagATHCH | 23.08 |       |
| 17  | 2    | Kai Selvon               | Template:FlagATHCH | 23.11 |       |
| 18  | 3    | Yuliya Gushchina         | Template:FlagATHCH | 23.26 |       |
| 19  | 1    | Nelkis Casabona          | Template:FlagATHCH | 23.32 |       |
| 20  | 1    | Chisato Fukushima        | Template:FlagATHCH | 23.52 |       |
| 21  | 2    | Allison Peter            | Template:FlagATHCH | 23.56 |       |
| 22  | 3    | Janelle Redhead          | Template:FlagATHCH | 23.57 |       |
| 23  | 3    | Anthonique Strachan      | Template:FlagATHCH | 23.85 |       |
|     | 3    | Yelizaveta Bryzhina      | Template:FlagATHCH | DNF   |       |

### Finale
Vento: -1.0 m/s
| Pos | Corsia | Nome                     | Nazione  | Tempo | Note |
| --- | ------ | ------------------------ | -------- | ----- | ---- |
| 1   | 5      | Veronica Campbell-Brown  | Giamaica | 22.22 | SB   |
| 2   | 4      | Carmelita Jeter          | USA      | 22.37 |      |
| 3   | 3      | Allyson Felix            | USA      | 22.42 |      |
| 4   | 6      | Shalonda Solomon         | USA      | 22.61 |      |
| 5   | 8      | Kerron Stewart           | Giamaica | 22.70 |      |
| 6   | 1      | Debbie Ferguson-McKenzie | Bahamas  | 22.96 |      |
| 7   | 2      | Hrystyna Stuy            | Ucraina  | 23.02 |      |
| 8   | 7      | Sherone Simpson          | Giamaica | 23.17 |      |